# Willi Schweinhardt
Willi Schweinhardt (* 6. Dezember 1903 in Langenlonsheim; † 14. Februar 1978 in Bad Kreuznach) war ein deutscher Politiker und Weingutsbesitzer (Weingut Schweinhardt) in Langenlonsheim an der Nahe.

## Karriere und Familie
Von 1946 bis 1969 war Schweinhardt Ortsbürgermeister von Langenlonsheim und von 1949 bis 1954 für die FDP Landtagsabgeordneter im Rheinland-Pfälzischen Landtag. Ab 1948 war er zudem Mitglied des Kreisausschusses des Landkreises Kreuznach.
Willi Schweinhardt war der Sohn von Johann Schweinhardt und dessen Frau Katharina (geb. Gruhn). Er selbst war verheiratet mit Wilhelmine (geb. Schulte-Lebbing) und hatte drei Söhne.

## Ehrungen
Am 26. Oktober 1960 erhielt Schweinhardt die Freiherr-vom-Stein-Plakette und am 24. November 1970 durch den damaligen Bundespräsidenten Gustav Heinemann das Verdienstkreuz am Bande.